# لانغهفيزن
لانغويزن (بالألمانية: Langewiesen) هي بلدة ألمانية تقع في ألمانيا في Ilm-Kreis.  يقدر عدد سكانها بـ 3,632 نسمة .

## المدن التوأمة
مدن Schöffengrund، Cap-Rouge, Quebec City، Chauray و نيور هي مدن توأمة لـلانغويزن.